# Miconia schlimii
Miconia schlimii är en tvåhjärtbladig växtart som beskrevs av José Jéronimo Triana. Miconia schlimii ingår i släktet Miconia och familjen Melastomataceae. Inga underarter finns listade i Catalogue of Life.

## Bildgalleri

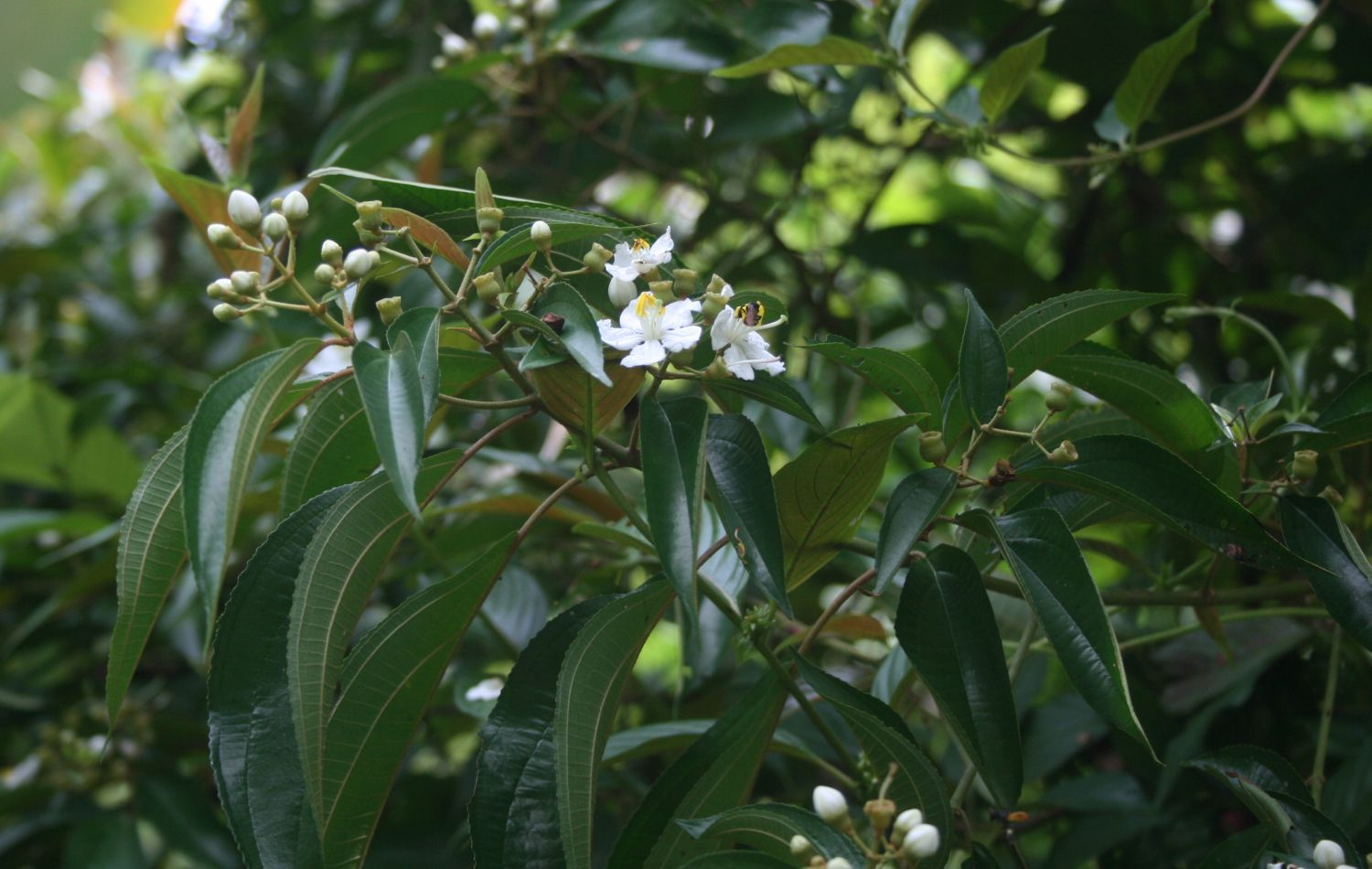
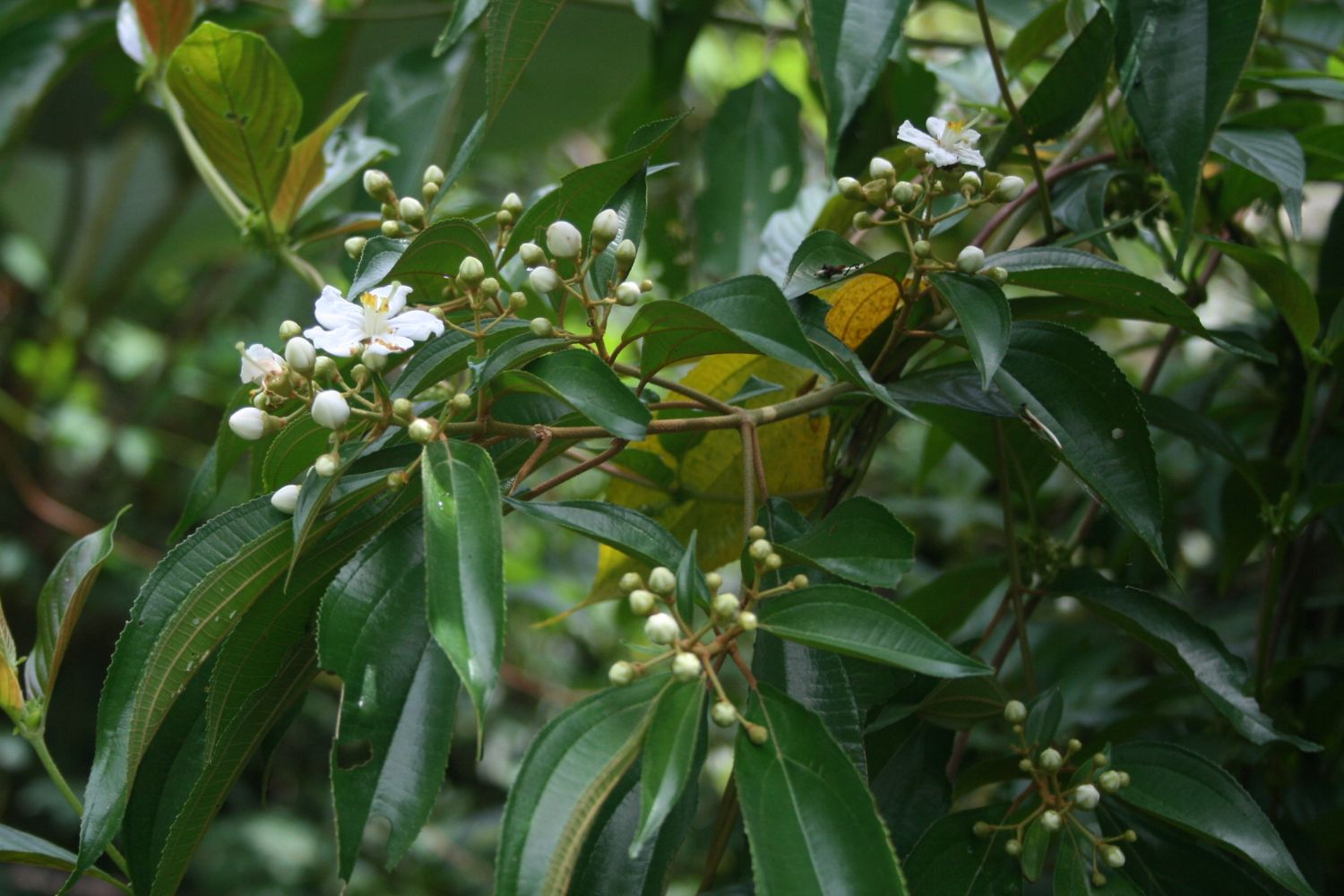
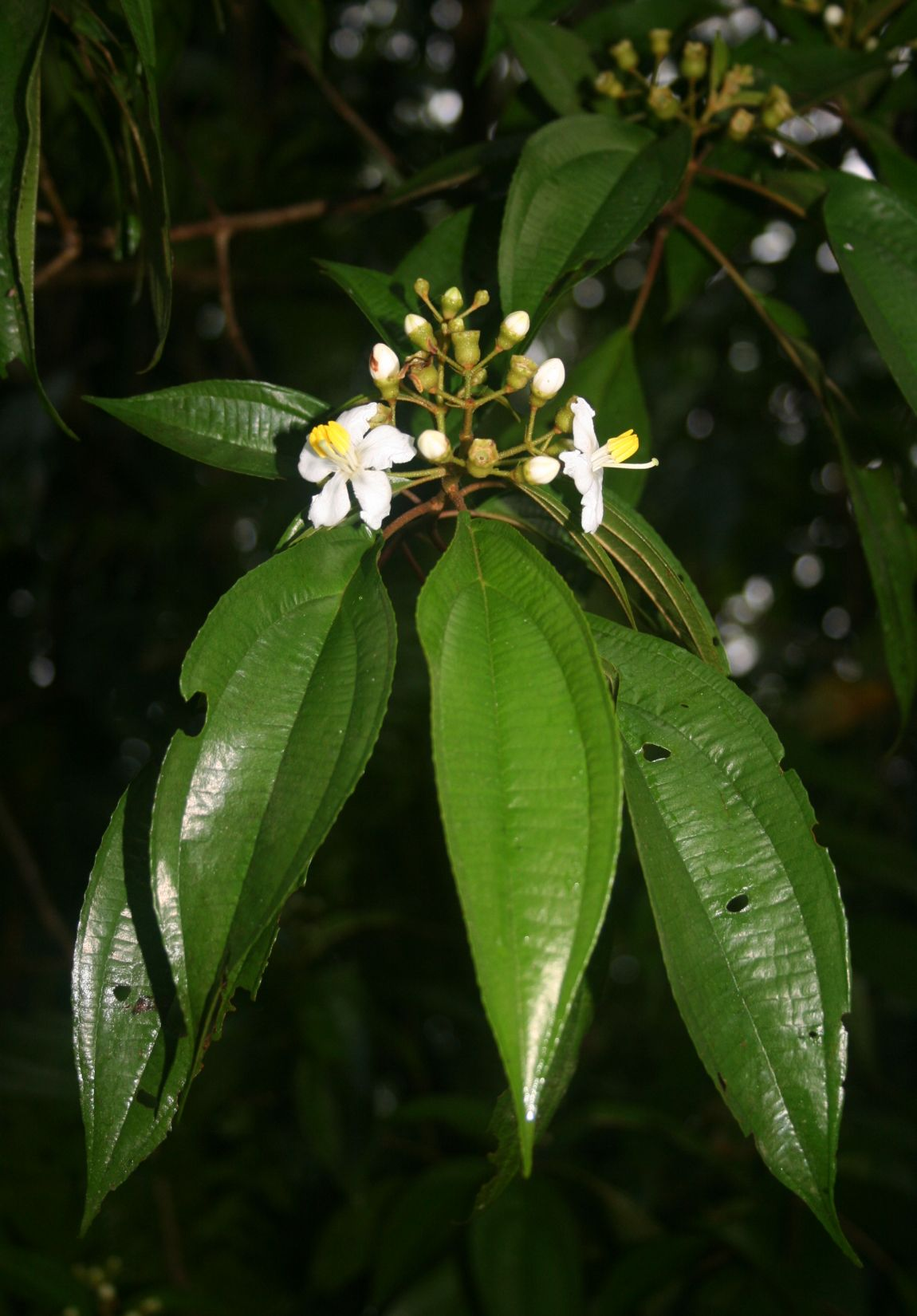